# Papúa Nueva Guinea en la Copa de las Naciones de la OFC 2024
La selección de Papúa Nueva Guinea fue uno de los ocho equipos participantes de la Copa de las Naciones de la OFC 2024, realizada en Fiyi y Vanuatu entre el 15 y el 30 de junio. Fue su quinta participación en el certamen continental.
Los Kapuls fueron emparejados en el Grupo B junto con Fiyi, Samoa y Tahití.
Al obtener cuatro puntos en sus tres encuentros y obtener una diferencia de gol de −3, quedaron eliminados en primera ronda.

## Enfrentamientos previos
| Fecha               | Lugar   |                          |                                        | Resultado |                               |                    |
| ------------------- | ------- | ------------------------ | -------------------------------------- | --------- | ----------------------------- | ------------------ |
| 22 de marzo de 2024 | Colombo | Sri Lanka                | Bandera de Sri Lanka                   | 0:0       | Bandera de Papúa Nueva Guinea | Papúa Nueva Guinea |
| 25 de marzo de 2024 | Colombo | República Centroafricana | Bandera de la República Centroafricana | 4:0 (3:0) | Bandera de Papúa Nueva Guinea | Papúa Nueva Guinea |

## Jugadores
Warren Moon entregó la lista definitiva el 3 de junio.
Datos correspondientes al día de inicio del torneo
| #  | Nombre            | Posición         | Edad | PJ Sel | Club                   |
| -- | ----------------- | ---------------- | ---- | ------ | ---------------------- |
| 1  | Dave Tomare       | Arquero          | 27   | 2      | Hekari United          |
| 2  | Daniel Joe        | Defensor         | 34   | 32     | Hekari United          |
| 3  | Godfrey Haro      | Defensor         | 25   | 8      | Hekari United          |
| 4  | Alwin Komolong    | Defensor         | 29   | 22     | Queensland Lions       |
| 5  | Felix Komolong    | Defensor         | 27   | 21     | Lae City Dwellers      |
| 6  | Ati Kepo          | Delantero        | 28   | 18     | Hekari United          |
| 7  | Jethro Yumange    | Mediocampista    | 22   | 0      | River Light FC         |
| 8  | Lee Navu Faunt    | Delantero        | 21   | 3      | Redlands United        |
| 10 | Kolu Kepo         | Delantero        | 30   | 18     | Hekari United          |
| 11 | Yagi Yasasa       | Mediocampista    | 23   | 14     | Hekari United          |
| 12 | Matu Ben          | Delantero        | 20   | 0      | Lae City Dwellers      |
| 13 | Tommy Semmy       | Delantero        | 29   | 18     | Melbourne Knights      |
| 14 | Emmanuel Simon    | Mediocampista    | 31   | 33     | Lae FC                 |
| 15 | Arol Tateng       | Defensor         | 23   | 0      | Port Moresby Strikers  |
| 16 | Pala Paul         | Mediocampista    | 24   | 5      | Gulf Komara            |
| 17 | Kenneth Arah      | Delantero        | 28   | 4      | Gulf Komara            |
| 18 | Bruce Tiampo      | Mediocampista    | 21   | 2      | Lae FC                 |
| 19 | Lennard Atterwell | Defensor         | 18   | 0      | GD Alcochetense        |
| 21 | Troy Dobbin       | Delantero        | 21   | 4      | Gulf Komara            |
| 25 | Solomon Rani      | Mediocampista    | 22   | 1      | Hekari United          |
| 26 | Raymond Diho      | Defensor         | 18   | 0      | North Geelong Warriors |
| 27 | Vagi Koniel       | Arquero          | 27   | 0      | Port Moresby Strikers  |
| 28 | Ronald Warisan    | Arquero          | 34   | 28     | Lae FC                 |
| DT | Warren Moon       | Director técnico | 41   | -      | Bandera de Australia   |

## Participación

### Primera fase
| Equipo             | Pts | PJ | PG | PE | PP | GF | GC | Dif. |
| ------------------ | --- | -- | -- | -- | -- | -- | -- | ---- |
| Fiyi (A)           | 9   | 3  | 3  | 0  | 0  | 15 | 2  | 13   |
| Tahití             | 4   | 3  | 1  | 1  | 1  | 3  | 2  | 1    |
| Papúa Nueva Guinea | 4   | 3  | 1  | 1  | 1  | 4  | 7  | −3   |
| Samoa              | 0   | 3  | 0  | 0  | 3  | 2  | 13 | −11  |

| 28         | Guardameta     | Ronald Warisan |     |
| 4          | Defensa        | Alwin Komolong |     |
| 17         | Defensa        | Kenneth Arah   | 46' |
| 26         | Defensa        | Raymond Diho   |     |
| 14         | Centrocampista | Emmanuel Simon |     |
| 11         | Centrocampista | Yagi Yasasa    | 34' |
| 10         | Centrocampista | Kolu Kepo      |     |
| 21         | Centrocampista | Troy Dobbin    | 70' |
| 8          | Centrocampista | Lee Navu Faunt |     |
| 13         | Delantero      | Tommy Semmy    |     |
| 7          | Delantero      | Jethro Yumange | 70' |
| Entrenador | Entrenador     | Warren Moon    |     |

| 22         | Guardameta     | Isikeli Sevanaia      |     |
| 17         | Defensa        | Filipe Baravilala     |     |
| 21         | Defensa        | Sterling Vasconcellos |     |
| 2          | Defensa        | Scott Wara            | 54' |
| 13         | Defensa        | Mosese Nabose         | 73' |
| 8          | Centrocampista | Setareki Hughes       | 73' |
| 12         | Centrocampista | Tevita Waranaivalu    | 82' |
| 7          | Centrocampista | Mohammed Raheem       |     |
| 10         | Centrocampista | Nabil Begg            |     |
| 6          | Delantero      | Thomas Dunn           |     |
| 9          | Delantero      | Roy Krishna           | 82' |
| Entrenador | Entrenador     | Robert Sherman        |     |

| 3  | Defensa        | Godfrey Haro | 34' |
| 6  | Delantero      | Ati Kepo     | 46' |
| 12 | Delantero      | Matu Ben     | 70' |
| 16 | Centrocampista | Pala Paul    | 70' |

| 3  | Defensa        | Gabriele Matanisiga, | 54' |
| 4  | Defensa        | Ivan Kumar           | 73' |
| 19 | Delantero      | Merrill Nand         | 73' |
| 11 | Centrocampista | Brendan McMullen     | 82' |
| 14 | Delantero      | Sairusi Nalaubu      | 82' |

| Anotado | 4' | Tommy Semmy | 1 - 5 |

| Anotado           | 2'  | Nabil Begg     | 0 - 1 |
| Anotado           | 43' | Thomas Dunn    | 0 - 2 |
| Anotado           | 52' | Thomas Dunn    | 0 - 3 |
| Anotado · Autogol | 55' | Alwin Komolong | 0 - 4 |
| Anotado           | 64' | Roy Krishna    | 0 - 5 |

| Amonestado | 45' | Setareki Hughes |

| Árbitro             | Calvin Berg                |
| Árbitros asistentes | Mark Rule                  |
|                     | Jeremy Garae               |
| Cuarto árbitro      | Campbell-Kirk Kawana-Waugh |

| 28         | Guardameta     | Ronald Warisan |     |
| 4          | Defensa        | Alwin Komolong |     |
| 17         | Defensa        | Kenneth Arah   | 46' |
| 26         | Defensa        | Raymond Diho   |     |
| 14         | Centrocampista | Emmanuel Simon |     |
| 11         | Centrocampista | Yagi Yasasa    | 34' |
| 10         | Centrocampista | Kolu Kepo      |     |
| 21         | Centrocampista | Troy Dobbin    | 70' |
| 8          | Centrocampista | Lee Navu Faunt |     |
| 13         | Delantero      | Tommy Semmy    |     |
| 7          | Delantero      | Jethro Yumange | 70' |
| Entrenador | Entrenador     | Warren Moon    |     |

| 22         | Guardameta     | Isikeli Sevanaia      |     |
| 17         | Defensa        | Filipe Baravilala     |     |
| 21         | Defensa        | Sterling Vasconcellos |     |
| 2          | Defensa        | Scott Wara            | 54' |
| 13         | Defensa        | Mosese Nabose         | 73' |
| 8          | Centrocampista | Setareki Hughes       | 73' |
| 12         | Centrocampista | Tevita Waranaivalu    | 82' |
| 7          | Centrocampista | Mohammed Raheem       |     |
| 10         | Centrocampista | Nabil Begg            |     |
| 6          | Delantero      | Thomas Dunn           |     |
| 9          | Delantero      | Roy Krishna           | 82' |
| Entrenador | Entrenador     | Robert Sherman        |     |

| 3  | Defensa        | Godfrey Haro | 34' |
| 6  | Delantero      | Ati Kepo     | 46' |
| 12 | Delantero      | Matu Ben     | 70' |
| 16 | Centrocampista | Pala Paul    | 70' |

| 3  | Defensa        | Gabriele Matanisiga, | 54' |
| 4  | Defensa        | Ivan Kumar           | 73' |
| 19 | Delantero      | Merrill Nand         | 73' |
| 11 | Centrocampista | Brendan McMullen     | 82' |
| 14 | Delantero      | Sairusi Nalaubu      | 82' |

| Anotado | 4' | Tommy Semmy | 1 - 5 |

| Anotado           | 2'  | Nabil Begg     | 0 - 1 |
| Anotado           | 43' | Thomas Dunn    | 0 - 2 |
| Anotado           | 52' | Thomas Dunn    | 0 - 3 |
| Anotado · Autogol | 55' | Alwin Komolong | 0 - 4 |
| Anotado           | 64' | Roy Krishna    | 0 - 5 |

| Amonestado | 45' | Setareki Hughes |

| Árbitro             | Calvin Berg                |
| Árbitros asistentes | Mark Rule                  |
|                     | Jeremy Garae               |
| Cuarto árbitro      | Campbell-Kirk Kawana-Waugh |

| 28         | Guardameta     | Ronald Warisan |     |
| 4          | Defensa        | Alwin Komolong |     |
| 2          | Defensa        | Daniel Joe     | 75' |
| 3          | Defensa        | Godfrey Haro   |     |
| 14         | Centrocampista | Emmanuel Simon | 75' |
| 11         | Centrocampista | Yagi Yasasa    | 90' |
| 10         | Centrocampista | Kolu Kepo      |     |
| 16         | Centrocampista | Pala Paul      |     |
| 6          | Centrocampista | Ati Kepo       | 90' |
| 13         | Delantero      | Tommy Semmy    |     |
| 7          | Delantero      | Jethro Yumange |     |
| Entrenador | Entrenador     | Warren Moon    |     |

| 16         | Guardameta     | Teave Teamotuaitau |     |
| 8          | Defensa        | Eddy Kaspard       |     |
| 3          | Defensa        | Matatia Paama      |     |
| 17         | Defensa        | Teva Lossec        |     |
| 4          | Defensa        | Haumau Tanetoa     | 46' |
| 9          | Centrocampista | Tauhiti Keck       |     |
| 18         | Centrocampista | Manuarii Shan      | 62' |
| 14         | Centrocampista | Alvin Tehau        | 46' |
| 10         | Centrocampista | Teaonui Tehau      |     |
| 11         | Delantero      | Shawn Tinirauarii  |     |
| 21         | Delantero      | Matéo Degrumelle   | 90' |
| Entrenador | Entrenador     | Samuel Garcia      |     |

| 25 | Centrocampista | Solomon Rani | 75' |
| 26 | Defensa        | Raymond Diho | 75' |
| 12 | Delantero      | Matu Ben     | 90' |
| 21 | Delantero      | Troy Dobbin  | 90' |

| 7  | Defensa        | Kevin Barbe     | 46' |
| 20 | Defensa        | Taumihau Tiatia | 46' |
| 13 | Centrocampista | Franck Papaura  | 62' |
| 19 | Delantero      | Ariiura Labaste | 90' |

| Anotado | 24' | Pala Paul | 1 - 1 |

| Anotado | 15' | Matéo Degrumelle | 0 - 1 |

| Amonestado | 71' | Godfrey Haro |
| Amonestado | 90' | Raymond Diho |

| Amonestado | 39' | Shawn Tinirauarii |

| Expulsado | 90' | Matatia Paama |

| Árbitro             | Campbell-Kirk Kawana-Waugh |
| Árbitros asistentes | Isaac Trevis               |
|                     | Bernard Mutukera           |
| Cuarto árbitro      | Ben Aukwai                 |

| 28         | Guardameta     | Ronald Warisan |     |
| 4          | Defensa        | Alwin Komolong |     |
| 2          | Defensa        | Daniel Joe     | 75' |
| 3          | Defensa        | Godfrey Haro   |     |
| 14         | Centrocampista | Emmanuel Simon | 75' |
| 11         | Centrocampista | Yagi Yasasa    | 90' |
| 10         | Centrocampista | Kolu Kepo      |     |
| 16         | Centrocampista | Pala Paul      |     |
| 6          | Centrocampista | Ati Kepo       | 90' |
| 13         | Delantero      | Tommy Semmy    |     |
| 7          | Delantero      | Jethro Yumange |     |
| Entrenador | Entrenador     | Warren Moon    |     |

| 16         | Guardameta     | Teave Teamotuaitau |     |
| 8          | Defensa        | Eddy Kaspard       |     |
| 3          | Defensa        | Matatia Paama      |     |
| 17         | Defensa        | Teva Lossec        |     |
| 4          | Defensa        | Haumau Tanetoa     | 46' |
| 9          | Centrocampista | Tauhiti Keck       |     |
| 18         | Centrocampista | Manuarii Shan      | 62' |
| 14         | Centrocampista | Alvin Tehau        | 46' |
| 10         | Centrocampista | Teaonui Tehau      |     |
| 11         | Delantero      | Shawn Tinirauarii  |     |
| 21         | Delantero      | Matéo Degrumelle   | 90' |
| Entrenador | Entrenador     | Samuel Garcia      |     |

| 25 | Centrocampista | Solomon Rani | 75' |
| 26 | Defensa        | Raymond Diho | 75' |
| 12 | Delantero      | Matu Ben     | 90' |
| 21 | Delantero      | Troy Dobbin  | 90' |

| 7  | Defensa        | Kevin Barbe     | 46' |
| 20 | Defensa        | Taumihau Tiatia | 46' |
| 13 | Centrocampista | Franck Papaura  | 62' |
| 19 | Delantero      | Ariiura Labaste | 90' |

| Anotado | 24' | Pala Paul | 1 - 1 |

| Anotado | 15' | Matéo Degrumelle | 0 - 1 |

| Amonestado | 71' | Godfrey Haro |
| Amonestado | 90' | Raymond Diho |

| Amonestado | 39' | Shawn Tinirauarii |

| Expulsado | 90' | Matatia Paama |

| Árbitro             | Campbell-Kirk Kawana-Waugh |
| Árbitros asistentes | Isaac Trevis               |
|                     | Bernard Mutukera           |
| Cuarto árbitro      | Ben Aukwai                 |

| 23         | Guardameta     | Paul Taupau      |     |
| 4          | Defensa        | Taine Wilson     | 70' |
| 2          | Defensa        | Luke Tolo Kent   |     |
| 6          | Defensa        | Andrew Setefano  |     |
| 3          | Defensa        | Luke Salisbury   |     |
| 14         | Centrocampista | Dauntae Mariner  |     |
| 12         | Centrocampista | Harry Chote      |     |
| 8          | Centrocampista | Jarvis Vaai      | 84' |
| 15         | Centrocampista | Niko Steinmetz   |     |
| 21         | Delantero      | Kyah Cahill      | 63' |
| 9          | Delantero      | Pharrell Trainor |     |
| Entrenador | Entrenador     | Ryan Stewart     |     |

| 28         | Guardameta     | Ronald Warisan | 63' |
| 4          | Defensa        | Alwin Komolong |     |
| 2          | Defensa        | Daniel Joe     |     |
| 3          | Defensa        | Godfrey Haro   | 70' |
| 14         | Centrocampista | Emmanuel Simon | 63' |
| 11         | Centrocampista | Yagi Yasasa    | 63' |
| 10         | Centrocampista | Kolu Kepo      |     |
| 16         | Centrocampista | Pala Paul      |     |
| 6          | Centrocampista | Ati Kepo       |     |
| 13         | Delantero      | Tommy Semmy    | 70' |
| 7          | Delantero      | Jethro Yumange |     |
| Entrenador | Entrenador     | Warren Moon    |     |

| 7  | Delantero      | Darcy Knight        | 63' |
| 17 | Defensa        | Faiti Hamilton-Pama | 70' |
| 13 | Centrocampista | Jesse Vine          | 84' |

| 1  | Guardameta     | Dave Tomare    | 63' |
| 25 | Centrocampista | Solomon Rani   | 63' |
| 8  | Delantero      | Lee Navu Faunt | 63' |
| 26 | Defensa        | Raymond Diho   | 70' |
| 18 | Centrocampista | Bruce Tiampo   | 70' |

| Anotado | 67' | Pharrell Trainor | 1 - 2 |

| Anotado | 28' | Tommy Semmy | 0 - 1 |
| Anotado | 46' | Ati Kepo    | 0 - 2 |

| Amonestado | 34' | Luke Salisbury      |
| Amonestado | 90' | Paul Taupau         |
| Amonestado | 90' | Faiti Hamilton-Pama |

| Amonestado | 42' | Emmanuel Simon |
| Amonestado | 81' | Ati Kepo       |
| Amonestado | 90' | Solomon Rani   |

| Árbitro             | Ben Aukwai      |
| Árbitros asistentes | Mark Rule       |
|                     | Jeffery Solodia |
| Cuarto árbitro      | Shama Maemae    |

| 23         | Guardameta     | Paul Taupau      |     |
| 4          | Defensa        | Taine Wilson     | 70' |
| 2          | Defensa        | Luke Tolo Kent   |     |
| 6          | Defensa        | Andrew Setefano  |     |
| 3          | Defensa        | Luke Salisbury   |     |
| 14         | Centrocampista | Dauntae Mariner  |     |
| 12         | Centrocampista | Harry Chote      |     |
| 8          | Centrocampista | Jarvis Vaai      | 84' |
| 15         | Centrocampista | Niko Steinmetz   |     |
| 21         | Delantero      | Kyah Cahill      | 63' |
| 9          | Delantero      | Pharrell Trainor |     |
| Entrenador | Entrenador     | Ryan Stewart     |     |

| 28         | Guardameta     | Ronald Warisan | 63' |
| 4          | Defensa        | Alwin Komolong |     |
| 2          | Defensa        | Daniel Joe     |     |
| 3          | Defensa        | Godfrey Haro   | 70' |
| 14         | Centrocampista | Emmanuel Simon | 63' |
| 11         | Centrocampista | Yagi Yasasa    | 63' |
| 10         | Centrocampista | Kolu Kepo      |     |
| 16         | Centrocampista | Pala Paul      |     |
| 6          | Centrocampista | Ati Kepo       |     |
| 13         | Delantero      | Tommy Semmy    | 70' |
| 7          | Delantero      | Jethro Yumange |     |
| Entrenador | Entrenador     | Warren Moon    |     |

| 7  | Delantero      | Darcy Knight        | 63' |
| 17 | Defensa        | Faiti Hamilton-Pama | 70' |
| 13 | Centrocampista | Jesse Vine          | 84' |

| 1  | Guardameta     | Dave Tomare    | 63' |
| 25 | Centrocampista | Solomon Rani   | 63' |
| 8  | Delantero      | Lee Navu Faunt | 63' |
| 26 | Defensa        | Raymond Diho   | 70' |
| 18 | Centrocampista | Bruce Tiampo   | 70' |

| Anotado | 67' | Pharrell Trainor | 1 - 2 |

| Anotado | 28' | Tommy Semmy | 0 - 1 |
| Anotado | 46' | Ati Kepo    | 0 - 2 |

| Amonestado | 34' | Luke Salisbury      |
| Amonestado | 90' | Paul Taupau         |
| Amonestado | 90' | Faiti Hamilton-Pama |

| Amonestado | 42' | Emmanuel Simon |
| Amonestado | 81' | Ati Kepo       |
| Amonestado | 90' | Solomon Rani   |

| Árbitro             | Ben Aukwai      |
| Árbitros asistentes | Mark Rule       |
|                     | Jeffery Solodia |
| Cuarto árbitro      | Shama Maemae    |